# Canal de la Derecha del Ebro
Canal de la Derecha del Ebro är en bevattningskanal i Spanien.   Den ligger i provinsen Província de Tarragona och regionen Katalonien, i den östra delen av landet, 400 km öster om huvudstaden Madrid.